# Love Like This
Singles de Zayn Malik
Vibez
(2021) What I Am
(2024)
Love Like This est une chanson du chanteur britannique Zayn Malik sortie le 21 juillet 2023 sous le label Mercury Records.

## Contexte
Le 26 juin 2023, Billboard confirme que Zayn vient de signer chez Mercury Records, dans lequel les responsables du label confirment qu'il sort son premier single « très prochainement cet été », qu'il tease en effaçant tous les posts de son compte Instagram, tandis que des sources internes proches du chanteur déclarent également qu'il va expérimenter un nouveau son. Le lendemain, Zayn dévoile sur les réseaux sociaux un extrait de ce qui semble être le tournage d'un clip vidéo pour une chanson à venir, qui le montre portant un casque et se préparant à conduire une moto, ainsi qu'un lien de pré-enregistrement pour son single,.

## Composition et paroles
C'est une chanson de type pop, drum and bass et UK garage,. Sur un instrumental inspiré de la house, le chanteur parle d'une nouvelle relation amoureuse qu'il entretient et souhaite que cela dure malgré les risques qui peuvent en découler.

## Clip
Un clip accompagne la sortie du single, réalisé par Ivanna et Frank Borin et tourné dans les rues de New York,. 